# Blythipicus
Blythipicus es un género de aves piciformes perteneciente a la familia Picidae.

## Taxonomía
El género fue introducido por el ornitólogo francés Charles Lucien Bonaparte en 1854. El nombre fue elegido en honor al zoólogo inglés Edward Blyth cuyo nombre se combina con el picus latino que significa "pájaro carpintero". En 1855, el zoólogo inglés George Robert Gray designó la especie tipo como pájaro carpintero granate (Blythipicus rubiginosus).

## Especies
El género contiene dos especies:
- Blythipicus rubiginosus - pito herrumbroso;
- Blythipicus pyrrhotis - pito orejirrojo.